# Edward Teach
Edward Teach "Crnobradi" (1680. – 22. studenog 1718.)  je jedan od najpoznatijih piratskih kapetana u povijesti. Ubijen je uz obale Američke savezne države (tada britanske kolonije) Virginije. Njegova slava se još za njegova života proširila na obje strane Atlantika. Navodno je imao 14 žena, a tijekom karijere je opljačkao 40 brodova.

## Životopis

### Mladost i odrastanje
Većina povjesničara se slaže da je rođen je u Bristolu u Engleskoj. Pretpostavlja se da je živio u dobrostojećoj obitelji i da je bio školovan. Kada je odrastao otišao je na Karibe (pretpostavlja se na Jamajku) i služio Britaniji kao gusar u ratu za Španjolsko nasljeđe (1701. – 1714.). Isplovljavao je s Jamajke na brodovima britanskih gusara koji su zarobljavali francuske i španjolske brodove. Nakon završetka rata Britanija je povukla sva ovlaštenja za gusarenje i Teach je ostao bez posla. Otplovio je na otok New Providence na Bahamima i krajem 1716. pridružio se piratskom kapetanu Benjaminu Hornigoldu. 

### Piratska karijera
U proljeće 1717. Teach i Hornigold su isplovili s New Providencea prema Srednjoj Americi i usput zarobili šalupu iz Havane s 120 bačava brašna, kao i šalupu Thurbar Master, s koje su uzeli samo nekoliko galona vina. Nakon toga su ih napustili. Zauzeli su i brod koji je plovio iz Madeire za Južnu Karolinu s kojeg su uzeli znatan plijen.
Nakon čišćenja brodova na obali Virginije vratili su se na Karibe i udružili s piratskim kapetanom Samuelom Bellamyjem. 28. prosinca 1717., na 24. stupnju sjeverne zemljopisne širine, zarobili su francusku robovlasničku fregatu iz Nantesa, La Concorde, koja je plovila za Martinique. Bila je naoružana s 20 topova, imala je 300 tona i prevozila je zlato, dragulje i druge dragocjene stvari. Hornigold je postavio Teacha za njezinog kapetana. Teach je preimenovao fregatu u Osveta kraljice Anne (Queen Anne's Revenge) po engleskoj kraljici iz vremena rata za Španjolsko nasljeđe, navodno zbog određenih jakobitskih osjećaja i potpore dinastiji Stuart, te povećao broj topova na 40. Nakon podjele plijena Bellamy je napustio ostale kada je Hornigold odbio napadati britanske brodove. Hornigold je šalupom otplovio za New Providence da bi prihvatio Kraljevsku amnestiju za pirate koji odustanu od pljačkanja a Teach je odlučio ploviti samostalno. 

#### Samostalna plovidba
Teachova slava se pronijela već prvom borbom kada je u blizini otoka St. Vincent napao veliki trgovački brod Great Allen. Zauzeo ga je, opljačkao mu teret, njegovu posadu poslao na obalu u čamcima i spalio ga. 
Prema knjizi A General History of the Pyrates koju je objavio u Londonu 1724. "kapetan Charles Johnson", za što mnogi smatraju da je bio samo pseudonim Daniela Defoea, nekoliko dana nakon bitke s Great Allenom, Osveta kraljice Anne je napadnuta od britanske fregate s Barbadosa HMS Scarborough, naoružane s 30 topova. Borba dvaju brodova je potrajala nekoliko sati ali je Scarborough, videći da su pirati prejaki, morao odustati od borbe i poražen se vratiti na Barbados. No ta je priča zapravo u potpunosti izmišljena. Zapravo su pirati 2. prosinca 1717. u blizini otoka Saint Thomas, na Djevičanskim otocima, susreli britansku fregatu HMS Seaford, i glumeći bezazlene trgovce mirno prošli pokraj nje. Scarborough je tada bio u lovu na pirate, ali na sasvim drugom mjestu.
U siječnju 1718. Teach je zaplovio prema New Providenceu ali nešto prije dolaska britanskog guvernera Woodesa Rogersa napustio je otok. Zatim je zaplovio prema sjevernoj Karolini gdje je uz obalu, na otoku Ocracoke ustanovio novu bazu u blizini gradića Bath Town. U ožujku 1718. zaplovio je prema Španjolskoj Americi.  
Na putu je susreo piratsku šalupu Osveta (eng. Revenge), naoružanu s 10 topova, pod zapovjedništvom bivšeg bojnika britanske vojske Stedea Bonneta, dotada uspješnog plantažera s Barbadosa. Udružili su snage ali nakon nekoliko dana, Teach je, vidjevši da Bonnet ne zna ništa o plovidbi, za zapovjednika Osvete postavio svog čovjeka Richardsa a Bonneta premjestio na svoj brod, rekavši mu da:"kako njegova glava još nije bila korištena u zamorima i brizi o takvoj službi, bit će bolje za njega da ju odbije i živi lagano, za svoje zadovoljstvo, na brodu poput njegovog, gdje neće biti obvezan vršiti dužnosti, nego slijediti svoje vlastite sklonosti".
U Turneffeu, deset milja od zaljeva Honduras, pirati su stali da se opskrbe svježom vodom i dok su bili usidreni ugledali su šalupu kako dolazi. Richards je prerezao sidreno uže Osvete i isplovio da napadne nadolazeći brod. Vidjevši piratsku zastavu na Osveti, mornari sa šalupe su spustili jedra i predali se bez borbe. Šalupa je bila Pustolovina (eng. Adventure) s Jamajke a zapovjednik joj je bio David Harriot. Pirati su njega i njegove ljude premjestili na Osvetu kraljice Anne a neke svoje ljude, pod zapovjedništvom Israela Handsa, poslali na Pustolovinu.
Nakon tjedan dana isplovili su 09. travnja 1718. prema Meksičkom zaljevu gdje su susreli veliki trojarbolni brod Protestantski car (eng. Protestant Caesar) iz Bostona, kao i četiri šalupe. Teach je istaknuo piratsku zastavu i ispalio pucanj iz topa na što su uplašeni mornari i njihovi kapetani napustili brodove i otišli na obalu u čamcima. Pirati su brodove zauzeli a Protestantskog cara i jednu šalupu iz Bostona spalili. U Bostonu je nešto ranije bilo obješeno nekoliko pirata i paljenje bostonskih brodova je bilo svojevrsna osveta za to. Preostale tri šalupe su ostavili. Odatle su zaplovili prema Trujillou a odande prema Grand Caymanu, malenom otoku trideset milja zapadno od Jamajke gdje su zarobili maleni brod za lov na kornjače. Zatim su zaplovili prema Havani a odande prema Bahamima.

#### Napad na Charlestown
Nakon kraćeg odmora i popunjavanja zaliha na Bahamima pirati su u svibnju 1718. zaplovili prema obali južne Karoline (zarobljavajući brigantin i dvije šalupe na putu) gdje su zatvorili izlaz iz Charlestowna na pet do šest dana. Ondje su zarobili brod koji je iz Charlestowna isplovio za London, s nekoliko putnika za Englesku. Sljedeći dan su zarobili još jedan brod koji je isplovljavao iz Charlestowna kao i dva brodića koji su plovili u Charlestown; također i brigantin s 14 crnih robova. Sve ovo zbivalo se pred očima građana i izazvalo je paniku u cijeloj južnoj Karolini koju je upravo bio pohodio Charles Vane, još jedan zloglasni pirat. Brodovi nisu mogli isplovljavati iz Charlestowna niti uplovljavati u njega a Teach je time potpuno prekinuo svaku trgovinu duž obale. Stanovnicima je bilo još teže jer su upravo završavali rat s Indijancima kada su pirati napali.
Teach je držao taoce i zarobljene brodove pred gradom a kako je želio lijekove, odlučio ih je tražiti od samog vrha vlasti kolonije. Zapovjednik Osvete Richards je zajedno s dvojicom pirata i taocem Marksom, otišao vlastima i zaprijetio, ako ne predaju sanduk lijekova i puste Teachove izaslanike natrag neozlijeđene, svi će taoci biti ubijeni, njihove glave poslane guverneru a zarobljeni brodovi spaljeni.
Dok je Marks uvjeravao vijeće Richards i njegovi ljudi su šetali ulicama grada pred zapanjenim pogledima uplašenih građana. Iako su ih stanovnici željeli ubiti morali su ih ostaviti na miru dok su ovi od njih uzimali što god su htjeli. Charlestownsko vijeće je odlučilo poslušati pirate i poslalo je sanduk lijekova kao i 300 do 400 funti s njime što su Richards i ostali odnijeli na brodove. Nakon što je primio lijekove Teach je pustio brodove i zarobljenike, prije toga im ukravši zlato i srebro u vrijednosti od 1500 funti kao i svu robu s brodova. 
Pirati su zaplovili prema sjevernoj Karolini i prilikom ulaženja u zaton radi čišćenja brodova Osveta kraljice Anne se nasukala na pješčani greben. Handsova šalupa Osveta je pokušala odsukati Osvetu kraljice Anne ali se i sama nasukala. Teach je s plijenom i 40 ljudi prešao na jednu od zarobljenih šalupa a Bonneta i Osvetu prepustio njihovoj sudbini. Suvišnih 17 ljudi Taech je iskrcao na maleni pješčani otok milju udaljen od kopna gdje ih je dva dana kasnije pokupio Bonnet. Neki povjesničari smatraju da je Teach namjerno nasukao svoj brod kako bi razbio družinu, plijen zadržao za sebe i najodanije a ostale prevario.

#### Predaja vlastima i vraćanje piratstvu
Teach i njegovi ljudi su početkom lipnja 1718. otišli guverneru Sjeverne Karoline Charlesu Edenu, predali mu se i prihvatili Kraljevsku amnestiju i potvrdu u oprostu zločina. Teach je zatim prodao sav svoj plijen i zarobljene brodove i raspustio posadu. Neki smatraju da je Teach potkupio Edena kako bi dobio amnestiju. Neosporno je da su njih dvojica bili u bliskoj vezi. Eden je u pismu britanskoj kruni opovrgnuo da su Teachovi zarobljeni brodovi bili britanski i izjavio da su zapravo bili španjolski. Prije nego što je Tach ponovno isplovio kupio je plantažu u Bath Townu nedaleko rukavca Ocracoke i oženio se 16-ogodišnjom Mary Ormond. Djevojka mu je navodno bila 14. supruga a ceremoniju vjenčanja je izveo sam guverner Eden.
Krajem mjeseca Teach je s jednom šalupom isplovio na otvoreno more i usmjerio pramac prema Bermudima. Susreo je dva ili tri britanska brodića ali opljačkao ih je samo koliko mu je bilo potrebno da se opskrbi namirnicama. U blizini Bermudskog otočja susreo je dva francuska broda koja su plovila prema Martiniqueu, jedan malen i bez tovara a drugi velik, natovaren šećerom i kakaom. Zauzeo ih je a posadu s većeg broda prebacio na manji koji je zatim pustio otići. Vratio se sa zarobljenim brodom u Bath Town te obavjestio guvernera Edena da je pronašao na pučini napušteni francuski brod. Podjelio je plijen s guvernerom i posadom a zarobljeni brod spalio kako bi prikrio dokaze. Sljedeća tri do četiri mjeseca on i njegovi ljudi proveli su u rijeci i obalnim vodama, ponekad usidreni u uvali Ocracoke, ponekad ploveći od zatona do zatona, trgujući s brodićima koje bi susreli a ponekada i pljačkajući ih. Svu opljačkanu robu su prodavali lokalnim plantažerima a guverner Eden se pravio da ništa ne vidi. Kada je u listopadu 1718. Teacha u Bath Townu posjetio Charles Vane i napravljena velika zabava piratskih posada koja je potrajala cijeli tjedan, kolonisti su se uplašili da će obala obaju Karolina postati novo veliko piratsko utočište.

#### Smrt
Kako su brodići uz obalu bili gotovo redovno pljačkani od Teacha, oštećeni trgovci su uputili molbu za pomoć guverneru susjedne Virginije, Alexanderu Spotswoodu. Kako je bilo jasno da Eden neće ništa napraviti protiv Teacha Spotswood je raspisao ucjenu od 100 funti na Taechovu glavu i kopnom poslao vojsku prema Bath Townu. S mora je za Teachom poslao dvije šalupe, Ranger i Jane, s posadom s britanskih ratnih brodova, pod zapovjedništvom poručnika Roberta Maynarda. Još uvijek je upitno da li je imao ovlasti da to učini. 21. studenog Maynardovi brodovi su pronašli Teachovu šalupu usidrenu iza otoka Ocracoke. Maynard je odlučio čekati do sljedećeg jutra. Tijekom noći jedan pirat je pitao Teacha: "Ako sutra poginete, da li vaša žena Mary zna gdje ste zakopali vaše blago?" Teach je odgovorio: "Dovraga prijatelju, nitko osim mene i Vraga ne zna gdje je sakriveno." Piratska šalupa imala je 19 članova posade, 13 bijelaca i 6 crnaca, naspram 60 ljudi na Maynardovim brodovima. Teach je na početku borbe uzviknuo protivnicima:"Prokleta mi bila duša ako vam udjelim milost ili ju zatražim od vas!" Nakon što su ispalili dva plotuna na protivničke brodove pirati su se prebacili na Rangera i započeli borbu prsa o prsa. Teach se osobno sukobio s Maynardom. Pet puta je pogođen metkom i 20 puta proboden mačem prije nego što se mrtav srušio na palubu. Preživjeli pirati su se predali, a Teachova glava je odrezana i obješena na pramac Maynardova broda. Prema pričama Teachovo obezglavljeno tijelo je sedam puta preplivalo krug oko broda prije nego što je potonulo. Zarobljeni pirati su javno obješeni a Teachova glava je postavljena na kolac kao upozorenje svima koji su se željeli odmetnuti u pirate. Njegov brod i plijen su prodani a kako su donijeli samo 250 funti (iako je za ono vrijeme to bio velik novac) kružile su priče da je stvarno negdje zakopao basnoslovno veliko blago.

## Pojava
Teach je svoj dvometraški lik činio zastrašujućim vežući dugu crnu kosu i bradu (zbog koje je i stekao nadimak Crnobradi) u pletenice i uplečući u njih topovske fitilje koje bi prije bitke zapalio pa bi se pojavljivao u oblaku dima. Praznovjerni mornari s napadnutih brodova, videći ga takvog, mislili su da ih napada sam Sotona i uglavnom se predavali bez borbe. Teachovi pirati bi tada osvojeni brod opljačkali do temelja ali bi njegovu posadu poštedjeli. 
Danas se Teachu pripisuje korištenje crne piratske zastave koja prikazuje rogatog kostura koji jednom rukom drži pješčani sat a drugom koplje usmjereno u krvareće srce. No do sada nije pronađen ni jedan pisani izvor stariji od početka 20. stoljeća koji bi tako opisivao njegovu zastavu. Jedini izvor iz prve polovice 18. stoljeća koji govori o njegovoj zastavi opisuje ju samo kao "crnu zastavu sa mrtvačkom glavom."
I nakon njegove smrti, priča o Crnobradom je nastavila živjeti. Navodno njegovo obezglavljeno truplo po noći sa svjetiljkom u ruci prolazi rukavcem Ocracoke u potrazi za glavom dok se oko njega čuje jezivi glas koji pita:"Gdje je moja glava?"

## Crnobradi u popularnoj kulturi
- Stephen Vincent Benet je 1937. napisao roman Vrag i Daniel Webster (The Devil and Daniel Vebster) u kojem se Crnobradi pojavljuje kao član Porote prokletih koju Vrag poziva.
- U stripovima koje izdaje DC Comics besmrtni zločinac Vandal Savage je koristio identitet Crnobradog i 1718. lažirao svoju smrt.
- U Marvelovim stripovima, članovi Fantastične četvorke su u jednoj pustolovini bili bačeni u prošlost, te je The Thing postao poznat kao pirat Crnobradi.
- 1951. je snimljen pustolovni film Anne s Kariba u kojem se pojavljuje Crnobradi. Crnobradog u filmu glumi Thomas Gomez.
- 1952. snimljen je pustolovni film "Crnobradi, pirat" (Blackbeard the Pirate). Radnja filma se zbiva 1674. i time je učinjena pogreška jer se u isto vrijeme pojavljuje Henry Morgan i Crnobradi koji povijesno tada nije bio ni rođen. Crnobradog u filmu glumi Robert Newton.
- 1968. snimljena je komedija "Crnobradov duh". Crnobradog glumi Peter Ustinov a radnja filma se vrti oko toga da je Crnobradova posljednja žena na njega bacila kletvu da nakon smrti njegov duh vječno luta zemljom. Kletva će biti razbijena jedino ako duh učini neko dobro djelo.
- U stripu Hellboy: The Crooked Man and Others, Hellboy se 1986. sukobljava s duhom Crnobradog koji pokušava sastaviti svoju lubanju s tijelom.
- Edward Thatch Crnobradi se pojavljuje kao jedan od likova pustolovnog romana "Na čudnijim plimama" (On Stranger Tides) autora Tima Powersa. U romanu je predstavljen ne samo kao zloglasan pirat nego i kao jedan od najmoćnijih voodoo čarobnjaka.
- U biografsko-dokumentarnom filmu Crnobradi: Teror na moru iz 2005. Crnobradog glumi James Purefoy.
- U fantastično-pustolovnom romanu Ricka Riordana The Sea of Monsters Crnobradi je sin grčkog boga rata Aresa. Nije poginuo 1718., nego je zapravo odjedrio u More čudovišta (Bermudski trokut) gdje ga je na tajanstvenom otoku čarobnica Kirka pretvorila u svinju.
- U četvrtom dijelu Disneyevog filmskog serijala Pirati s Kariba, Crnobradi je glavni negativac, gdje ga glumi Ian McShane. Ta inačica priče se razlikuje od ostalih po tome što je u njoj Crnobradi preživio bitku kod uvale Ocracoke 1718. i doživio duboku starost, zbog čega 1750. započne potragu za Izvorom mladosti. U filmu on ima i kćer Angelicu, koju glumi Penélope Cruz. Na kraju filma ga otrovanim mačem smrtno rani Hector Barbossa, da bi ga na kraju ubile moći Izvora mladosti. U ostatku frašize Pirati s Kariba, Crnobradi se jednom pojavljuje kao duh u stripu The Buccaneer's Heart! te pomaže kapetanu Jacku Sparrowu poraziti njegovu bivšu posadu, no ta je priča kasnije postala nekanonična izlaskom filma Pirati s Kariba: Nepoznate plime. U filmu Pirati s Kariba: Na kraju svijeta, Kapetan Teague, otac Jacka Sparrowa, koristi sličnu zastavu kao i Crnobradi, dok kapetan Eduardo Villanueva koristi zastavu identičnu Crnobradovoj.
- 2012. je snimljena devetodijelna televizijska serija Crossbones. Glavni lik serije je Crnobradi, kojeg glumi John Malkovich, koji 1729. vlada otokom Santa Campana. Prema priči serije, čovjek kojeg je 1718. ubila Britanska mornarica nije bio Crnobradi nego njegov dvojnik.
- Edward Thatch Crnobradi je jedan od povijesnih pirata koji se pojavljuju u videoigri Assassin's Creed IV: Black Flag.
- Crnobradi je glavni negativac u filmu Pan, obradi priče o Petru Panu. Crnobradog glumi Hugh Jackman. U filmu je prikazan kao vođa pirata koji tiranski vladaju Neverlandom.
- U trećoj i četvrtoj sezoni dramske serije Crna jedra Crnobradog glumi irski glumac Ray Stevenson. Crnobradi je prikazan kao jedan od utemeljitelja piratske republike na Bahamima te se nakon sedam godina poštena života vraća piratstvu kako bi od Charlesa Vanea napravio svog nasljednika. Crnobradi i Vane uspiju pobjeći britanskoj floti Woodesa Rogersa ali Vane napušta Crnobradog nakon što ovaj u dvoboju umalo ubije kapetana Flinta. Nakon što Crnobradi sazna da je Vane zarobljen i obješen u Nassauu, udružuje snage s Flintom te zajedno poražavaju Rogersovu flotu. Prilikom pokušaja zarobljavanja Rogersa Crnobradi i čitava njegova posada padaju u zamku te ga nakon trostrukog provlačenja ispod kobilice broda Rogers osobno ustrijeli. Njegovu odrubljenu glavu Rogers kasnije daje Španjolcima u Havani kako bi ih pridobio za savez u borbi protiv pirata.
- Crnobradi bolje poznat kao Blackbeard ili Marshall D. Teach u popularnom stripu One Piece je jedan od najopasnijih i najstrašujućih pirata koji plove morima One Piece-a.

## Vanjske poveznice
- Charles Johnson, A General History of the Pyrates, London, 1724. - poglavlje of Teachu